# 克倫基

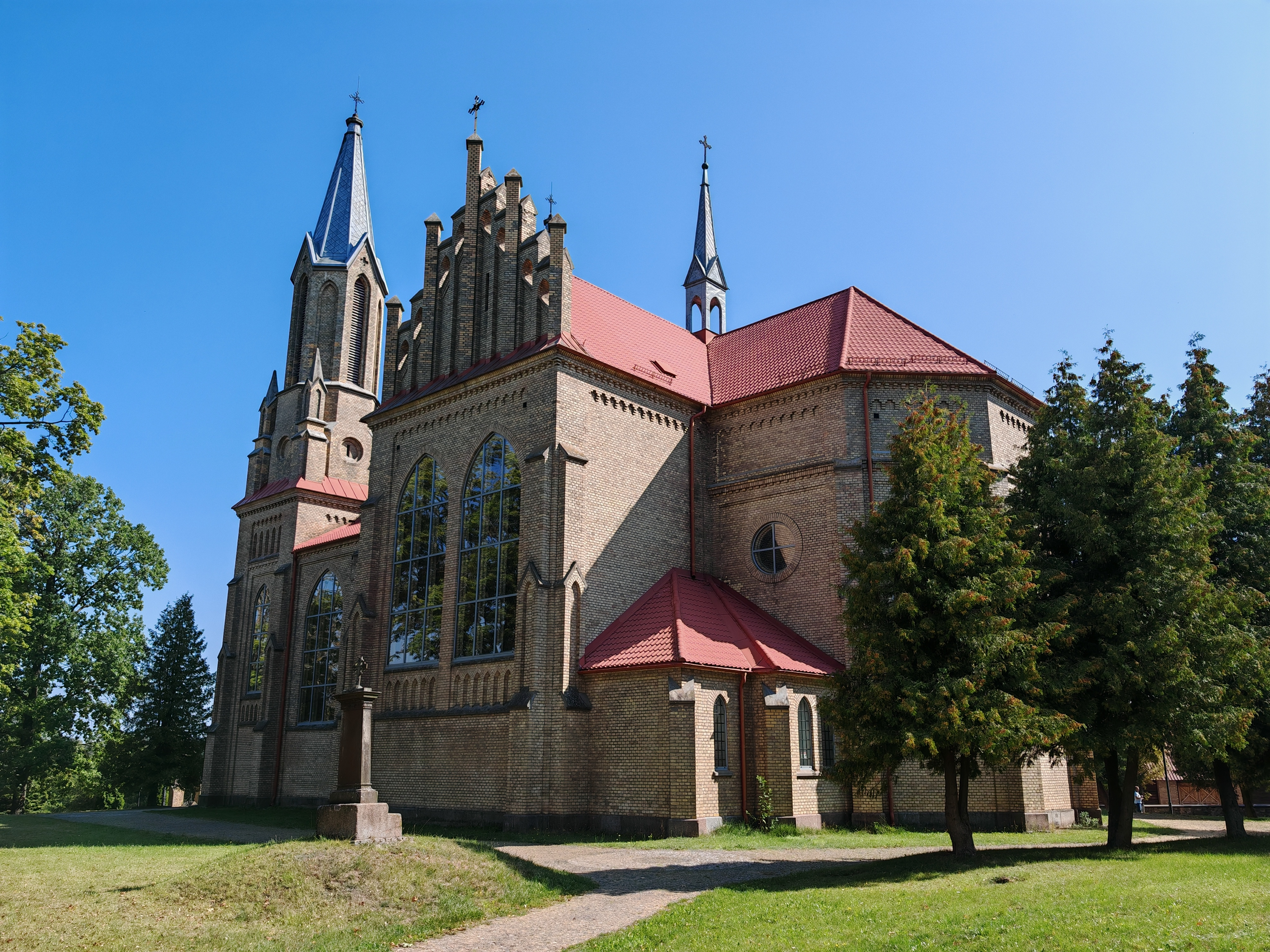

克倫基（波蘭語：Krynki）是波蘭的城鎮，位於該國東北部，距離首府首府比亞韋斯托克約45公里，毗鄰與白俄羅斯接壤的邊境，由波德拉謝省負責管轄，面積3.85平方公里，2010年人口2,573。
53°16′N 23°47′E / 53.267°N 23.783°E